# Melicope adscendens
Melicope adscendens är en tvåhjärtbladiga växtart som först beskrevs av Harold St.John och Hume, och fick sitt nu gällande namn av Thomas Gordon Hartley och Benjamin Clemens Masterman Stone. Melicope adscendens ingår i släktet Melicope, och familjen vinruteväxter. Inga underarter finns listade i Catalogue of Life.